# Bezděkov (Loket)
Bezděkov (Duits: Besdiekau of Besdiekau bei Unterkralowitz) is een Tsjechische plaats in de gemeente Loket, regio Midden-Bohemen, en maakt deel uit van het district Benešov. Het dorp ligt op 5 kilometer afstand van Loket.
Bezděkov telt 35 inwoners (2021).

## Geschiedenis
De eerste schriftelijke vermelding van het dorp dateert van 1544.
Tussen 1850 en 1950 maakte het dorp deel uit van de gemeente Dolní Kralovice, van 1961 tot 1979 van de voormalige gemeente Všebořice en sinds 1 januari 1980 van de gemeente Loket. In 1960 werd Bezděkov ingedeeld bij het district Benešov. Het huidige kadastrale gebied van Bezděkov omvat tevens het ondergelopen gebied van het verdwenen dorp Horní Kralovice, dat tot het voormalige dorp Dolní Kralovice behoorde.

## Verkeer en vervoer

### Autowegen
Er leidt een regionale weg naar het dorp.

### Spoorlijnen
Er is geen station meer in de gemeente Loket. Tot 1974 werd Loket bediend door treinen van de spoorlijn Benešov - Vlašim - Dolní Kralovice. In dat jaar werd het traject Vlašim - Dolní Kralvorice gesloten, omdat het moest wijken voor de aanleg van het Švihov-stuwmeer. Sindsdien is het dichtstbijzijnde station in Vlašim, op zo'n 23 kilometer afstand. Dat station ligt aan het resterende deel van eerdergenoemde spoorlijn.

### Buslijnen
Er is één bushalte in het dorp:
| Halte                     | Lijn(en) | Traject(en)                                            | Vervoerder(s) |
| ------------------------- | -------- | ------------------------------------------------------ | ------------- |
| Loket u Čechtic, Bezděkov | 845 846  | Hořice - Zruč nad Sázavou Čechtice - Ledeč nad Sázavou | CŠAD Benešov  |

## Bezienswaardigheden
- Dorpskapel

## Galerij

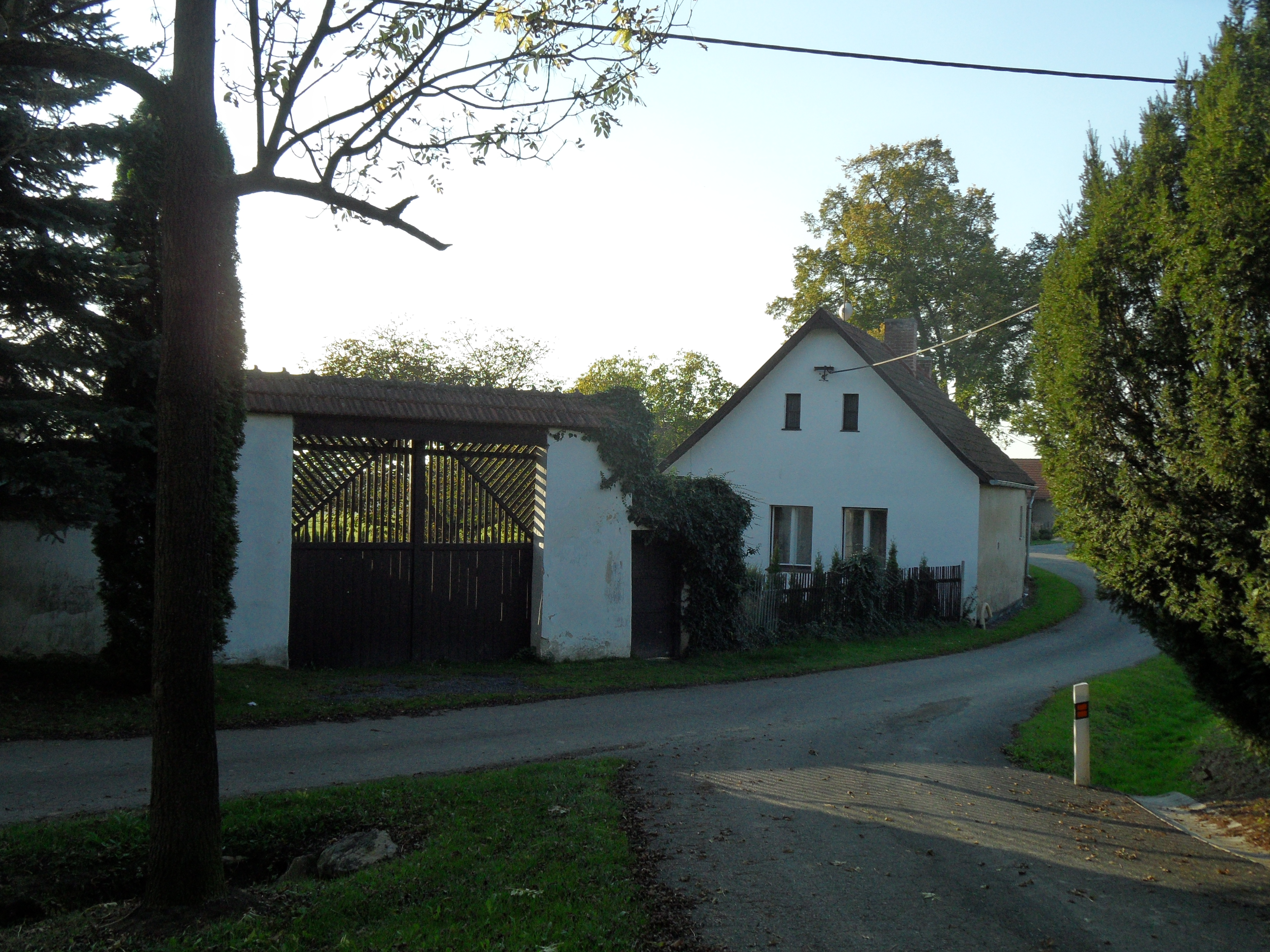
Huis in het dorp (2014)
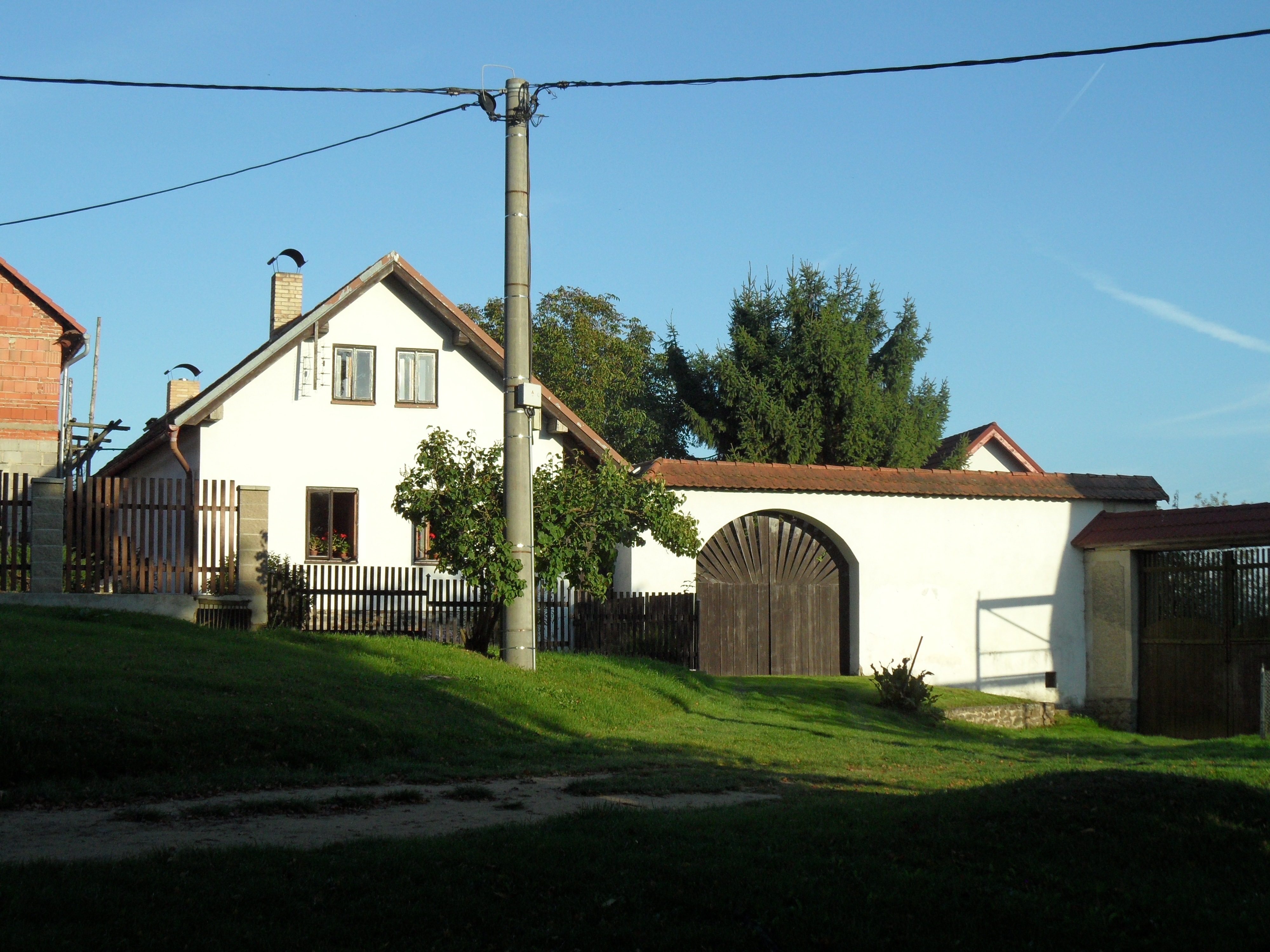
Huis in het dorp (2014)
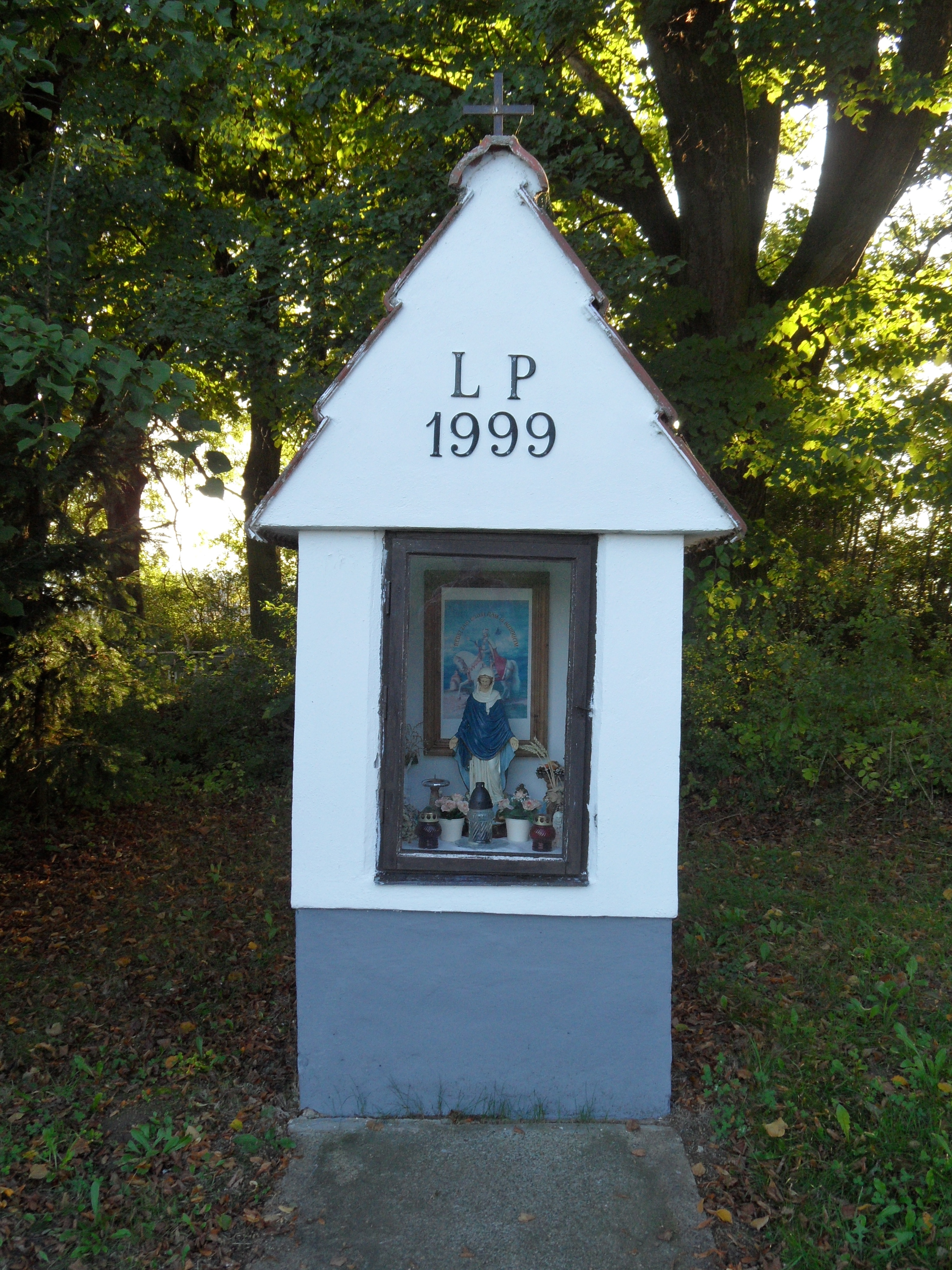
Dorpskapel (2014)